# جيانلوكا ماركيتي
جيانلوكا ماركيتي (بالإيطالية: Gianluca Marchetti)‏ مواليد 18 يونيو 1993 في براتشيانو، هو لاعب كرة سلة إيطالي بدأ مسيرته الاحترافية في سنة 2010. يبلغ طوله 5 قدم 9 بوصة (1.8 م).

## فرق لعب لها
- فيرتوس روما

## روابط خارجية
- جيانلوكا ماركيتي على موقع كرة السلة الأوروبية.كوم (الإنجليزية)
- جيانلوكا ماركيتي على موقع ريلجم (الإنجليزية)
- جيانلوكا ماركيتي على موقع بروبوليرز (الإنجليزية)
- جيانلوكا ماركيتي على موقع سبورتس رفرنس (الإنجليزية)